# 大木梓彩
大木 梓彩（おおき あずさ、1993年11月7日 - ）は、日本の女優。千葉県八千代市出身。アミューズ所属。同事務所が設立した昭和歌謡のリバイバル劇団「虎姫一座」のメンバー。
主に舞台で活動。舞台『ココ・スマイル4〜金星のステージ〜』（2005年版）の主演女優およびNHK教育テレビ『天才てれびくんMAX』のてれび戦士（2006年度）として活動していた。

## 略歴
- 2005年 - ジョーズカンパニーに所属。
- 2010年 - ジョーズカンパニーを退所。
- 2017年7月20日 - 虎姫一座に研究生として入団[1]。

## 出演

### 舞台
- ココ・スマイル4〜金星のステージ〜（2005年） - 主演・ココ 役
- フレンズ〜ガラクタ怪獣のなみだ〜（2006年） - ハルカ 役
- ココ・スマイル5〜明日へのロックンロール〜（2007年） - ナツメ 役
- ラブリーズ〜君に捧げるハーモニー〜（2008年） - 森田小雪 役
- ココ・スマイル4〜金星のステージ〜（2008年） - 大庭つぐみ（つぐみ） 役
- ココ・スマイル6〜夏のキャンバス〜（2009年） - 高木菜摘（ナツメ） 役
- ラブリーズα〜ありがとうの詩〜（2009年） - 杉本絵里歌（エリカ） 役
- 1300海里の彼方 〜えにしの氷川丸〜（2013年） - キンケイ 役[2]
- 劇団裏長屋マンションズ本公演第5弾「同居人〜それでも朝はやってくる〜」（2014年）[3]
- これが浅草レヴュー「虎姫一座」だ！ 「VIVA! 昭和歌謡カーニバル!!」（2017年）
- これが浅草レヴュー「虎姫一座」だ！ 〜70年代の奇跡『微笑がえし』〜（2017年）
- これが浅草レヴュー「虎姫一座」だ！ 〜キャンディーズづくし!! 絶対カーニバル!!!〜（2018年）
- 虎姫一座のTHANK YOU FOR THE MUSIC 〜We are Dancing Queens!〜（2018年）

### コンサート
- ココ・スマイル ファミリーコンサートVOL.2〜Legend〜（2006年）
- GEO'S COMPANY 27 COCO'S LIVE VOL.1〜そろそろオ・ト・ナ？（2012年）[4]

### バラエティ
- 天才てれびくんMAX（2006年 - 2007年、NHK教育テレビ） - てれび戦士